# Neophocaena sunameri
Neophocaena sunameri is een zoogdier uit de familie van de bruinvissen (Phocoenidae). De wetenschappelijke naam van de soort werd voor het eerst geldig gepubliceerd door Pilleri & Gihr in 1976. De soort is van Neophocaena asiaeorientalis afgesplitst.

## Voorkomen
De soort komt voor in de Oost-Chinese Zee en de Gele Zee, tussen China, Korea en Japan.